# Massa
Massa – miasto we Włoszech, w Toskanii (w prowincji Massa-Carrara). Położone 5 km od wybrzeża Morza Tyrreńskiego. Ważne centrum turystyczne.
Nadmorska dzielnica miasta o nazwie Marina di Massa jest popularnym kurortem wakacyjnym.

## Miasta partnerskie[2]
- Bad Kissingen
- Nowy Sącz
- Vernon